# Sauromatum brevipes
Sauromatum brevipes är en kallaväxtart som först beskrevs av Joseph Dalton Hooker, och fick sitt nu gällande namn av Nicholas Edward Brown. Sauromatum brevipes ingår i släktet ödlekallor, och familjen kallaväxter. Inga underarter finns listade.